# Omri Gandelman
Omri Gandelman (en hébreu : עמרי גאנדלמן), né le 16 mai 2000 à Hod Hasharon en Israël, est un footballeur international israélien, qui joue au poste de milieu offensif à La Gantoise.

## Biographie

### En club
Né à Hod Hasharon en Israël, Omri Gandelman est formé par différents clubs du pays comme l'Hapoel Hod HaSharon (en), l'Hapoël Raanana, le Maccabi Petah-Tikva avant de terminer sa formation au Maccabi Netanya. Il joue son premier match en professionnel le 2 juin 2020, lors d'une rencontre de championnat face à l'Hapoël Ironi Kiryat Shmona. Il est titularisé et son équipe s'impose par trois buts à un.
Le 31 octobre 2020, Gandelman inscrit son premier but en professionnel, lors d'une rencontre de championnat contre l'Hapoël Kfar Saba. Titulaire lors de ce match, il participe à la victoire des siens par trois buts à zéro.
Devenu un membre important du Maccabi Netanya, Gandelman prolonge son contrat en janvier 2022, le liant au club jusqu'en juin 2025.
Gandelman réalise son premier doublé en professionnel le 28 janvier 2023, contre le Sektzia Ness Ziona (en) en championnat. Titulaire, il contribue à la victoire de son équipe ce jour-là (3-0 score final).
Le 18 août 2023, Omri Gandelman rejoint la Belgique afin de s'engager en faveur du KAA La Gantoise. Il signe un contrat de quatre ans, soit jusqu'en juin 2027.
Le 27 janvier 2024, Gandelman se fait remarquer en marquant deux buts face au KVC Westerlo. Il est titularisé au milieu de terrain et les deux équipes se neutralisent (2-2 score final).

### En sélection
Omri Gandelman joue son premier match avec l'équipe d'Israël espoirs le 2 septembre 2021 contre la Hongrie. Il est titularisé et se fait remarquer en inscrivant également son premier but avec les espoirs, participant à la victoire de son équipe, qui l'emporte par deux buts à un.
Omri Gandelman honore sa première sélection avec l'équipe nationale d'Israël le 12 novembre 2021, lors d'un match contre l'Autriche. Il est titularisé et son équipe s'incline par quatre buts à deux.